# Trichacis abdominalis
Trichacis abdominalis är en stekelart som beskrevs av Thomson 1859. Trichacis abdominalis ingår i släktet Trichacis och familjen gallmyggesteklar. Arten är reproducerande i Sverige. Inga underarter finns listade i Catalogue of Life.